# Daday Jenő
Deési Daday Jenő (Buzamező, 1855. május 24. – Budapest, 1920. április 2. ) zoológus, hidrobiológus, egyetemi tanár; a Magyar Tudományos Akadémia tagja (l. 1889; t. 1910).

## Életpályája
Daday Elek földbirtokos és kisbúni Méhesy Sarolta fia. A gimnáziumot 1874-ben végezte el a kolozsvári református főiskolában, majd beiratkozott a kolozsvári egyetem matematika–természettudomány karára. Az első évfolyamon állami állattani ösztöndíjat kapott, melyet három éven át élvezett. 1878. márciusban a természetrajzi tudományokból bölcselet-doktori oklevelet, júniusban természetrajzból és vegytanból tanári képesítést nyert.
1878. május elsejétől 1885. szeptemberig a kolozsvári egyetem állat- és összehasonlító bonctani tanszékén tanársegédként működött. Közben magántanári képesítést szerzett, az állat- és összehasonlító bonctanból helyettesként előadásokat és gyakorlatokat tartott. 1885. szeptembertől 1886. május végéig állami ösztöndíjjal a nápolyi Stazione zoologica-ban működött. Hazatérve folytatta a kolozsvári egyetemen magántanári előadásait. 1887-ben néhány hónapig a kecskeméti állami főreáliskolában helyettes tanár, majd a Magyar Nemzeti Múzeum állattárában segédőr volt. 1888-ban a budapesti egyetemen magántanár lett. 1891. decemberben a moszkvai etnográfiai és antropológiai társaság tagjává választotta.
Természetrajzi, főleg állattani cikkei számos lapban és folyóiratban, többek között a Természettudományi Közlönyben (1883-tól), az Akadémiai Értesítőben (1891: A m. tud. akadémia zoológiai kiadványai 1832-től 1890-ig; névtelenül) és a Természettudományi Társulat Emlékkönyvében (1892: Az alsóbbrendű édesvízi állatok szülői gondoskodása) jelentek meg.

## Munkái
- Adalékok a rotatoriák ismeretéhez. Kolozsvár, 1877. (Erd. Múz. Egylet Évkönyvei II. k. 6. sz.)
- A rotatoriák hímeiről. Ugyanott, 1878. (Doktori értekezés.)
- A gryllotalpa vulgaris táplálkozás módjáról. Ugyanott, 1878. (Értesítő a kolozsvári Orvos-Term. Társulat Szaküléseiről III.)
- A gryllotalpa vulgaris L. élősdi fonálférgei. Uo. 1879. (Orvos-Term. Értesítő IV. Term. Szak.)
- Rana esculenta L. var. rana ridibunda. Pall. Uo. 1879. (Orvos-T. Ért. IV. Term. Szak.)
- Oecistes crystallinus, Ehrb. Bpest, 1879. (Természetrajzi Füzetek III.)
- Az álskorpiók vérkeringési szervéről. Uo. 1880. (Term. Füz. IV.)
- A pesterei barlangban tett kutatások eredménye. Kolozsvár, 1880. (Orv. T. Ért. V. Term. Szak.)
- Észrevétel dr. Primics Gy. Ősemlősök csontjai a pesterei barlangból c. cikkére. Uo. 1880. (Orv. T. Ért. VI. Term. Szak.)
- Az álskorpiók boncztana. Uo. 1882. (Orv. T. Ért. VII. Term. Szak.)
- Adatok Kolozsvár és környéke crustacea-faunájának ismeretéhez. Uo. 1882. (Orvos. Term. Ért. vII. Term. Szak.)
- Adatok a Sz. Anna és Mohos-tó faunájának ismeretéhez. Kolozsvár, 1883. (Orv. T. Ért. VIII. Term. Szak.)
- Uj adatok a kerekesférgek ismeretéhez. Bpest. (Akad. Math. és Term. Ért. I. köt. 8. 9. füzet.)
- Ichthydium Entzii, a kolozsvári édesvizi fauna egy új alakja. Uo. 1883. (Term. Füz. V.)
- A magyar állattani irodalom ismertetése 1870-1880-ig. Uo. 1882.
- Adatok a dévai vizek faunájának ismeretéhez. Kolozsvár, 1883. (Orvos T. Ért. VIII. Term. Szak.)
- Neue Beiträge zur Kenntniss der Räderthiere. Uo. 1883. (Math. u. N. Berichte aus Ungarn.)
- Házi állataink eredetéről. Kolozsvár, 1883. (Orvos Term. Ért. Népszerű Szak. 5. sz.)
- Adatok a Retyezát tavai Crustacea-faunájának ismeretéhez, Budapest, 1883. (Term. Füzetek VII.)
- Adatok a Cilioflagellaták ismeretéhez. Uo. 1883. (Értek. a term. tud. kör. XIII. 15. sz.) REAL-EOD
- Über eine Polythalamie der Kochsalztümpel bei Déva in Siebenbürgen. Leipzig, 1884. (Zeitschrift f. wiss. Zoologie XL.)
- Catalogus Crustacerum faunae Transylvaniae. Kolozsvár, 1884. (Orv. Term. Ért. term. Szak.)
- Uj adatok a kerekesférgek ismeretéhez. Budapest, 1884. (Mathem. és Term. Közlem. XIX. 2. sz.)
- A Magyarországban eddig talált szabadon élő evezőlábú rákok magánrajza. Uo. 1884. (Math. és T. Közlem. XIX. 5. Az akadémia által dicsérettel kitüntetett pályamű.) Online
- A Balaton titkai. Kolozsvár, 1885. (Orvos T. Ért. Népsz. Szak. 4. sz.)
- Ujabb adatok Kolozsvár és Erdély crustacea-faunájának ismeretéhez. Uo. 1885. (Orvos T. Ért Term. Szak.)
- Adatok a Balaton faunájának ismeretéhez. Budapest, 1884. (Math. és Term. Ért. III. 6. 7.)
- Uj állatfajok Budapest édesvizi faunájából. Uo. 1884. (Term. Füzetek IX.)
- Névjegyzék és tárgymutató a kolozsvári orv. term. tud. társ. 1876-tól 1883-ig megjelent kiadványaihoz. Kolozsvár, 1884.
- Jelentés az 1884. év nyarán Magyarország különböző vidékein végzett crustaceologiai kutatások eredményéről. Budapest, 1885. (Mathem. és Term. Közlemény. XX. 3.)
- Adatok Magyar- és Erdélyország néhány édesvizű medencéjének nyilt tükri faunájához. Uo. 1885. (Orvos Term. Ért.)
- Jelentés az erd. orsz. múzeumegylet igazgatóválasztmányának megbizásából az 1885. év nyarán végzett chiropterologiai gyűjtések eredményeiről, és az erd. orsz. múzeum-egylet denevér-gyűjteményének jegyzéke. Uo. 1885. (Orv. Term. Ért.)
- A Hexarthra polyptera Schm. bonc-, szövet- és élettani viszonyai. Budapest, 1886. (Term. Füz. X. A kir. m. term. tud. társulattól 300 forinttal jutalmazott pályamű.)
- Ein kleiner Beitrag zur Kenntniss der Inusorien-Fauna des Golfes von Neapel. Berlin, 1886. (Mittheilungen aus d. zool. Station zu Neapel VI.)
- Einiges über F. v. Stein's Cilioflagellaten-Gattung Cenchridium. Leipzig, 1886. (Zool. Anzeiger.)
- Uj adatok Erdély denevér faunájának ismeretéhez]. Budapest, 1887. (Értekezések a term. tud. kör. XVI. 7.) REAL-EOD
- Monographie der Familie der Tintinnodeen. Berlin, 1887. (Mittheilungen aus der zool. Station zu Neapel VII. 4.)
- Tintinnodeák szervezeti viszonyai. Budapest, 1887. (Mathem. és Term. Közlem. XXII. 4. sz.)
- Conspectus specierum Branchiopodorum faunae Hungaricae. Uo. 1888. (Mathem. és Term. Közlem. XXIII. 3. sz.)
- A heterogenesis egy érdekes esete a kerekesférgeknél. Uo. 1888. (Mathem. és Term. Értesítő. VII. 1. sz.)
- A nápolyi öböl dinoflagellatáinak rendszeres átnézete. Uo. 1888. (Term. Füzetek XI. 2. sz.)
- Egy szabadon uszó acineta a nápolyi öbölből. Uo. 1888. (Uo.).
- Egy új cercaria-forma a nápolyi öbölből. Uo. 1888. (Uo.).
- A magyar nemzeti múzeum álskorpióinak áttekintése. Uo. 1888. (Term. Füz. XII. 3. 4. f. Németűl is Uo.)
- A magyarországi cladocerák magánrajza. Uo. 1888. REAL-EOD
- Adatok a Kaukázus álskorpiófaunájának ismeretéhez. Ugyan ott, 1889. (Term. Füz. XII. 1. f.)
- Egy braziliai uj álskorpiófaj a magyar nemz. múzeum állattárában. Uo. 1889. (Uo.)
- Ujabb adatok a magyar-fauna álskorpióinak ismeretéhez. Uo. 1889. (Uo.).
- Ubersicht der Branchipus-Arten Ungarns. Uo. 1889. (Mathem. Naturw. Berichte aus Ungarn VI.)
- Előmunkálat a rovartani magyar műszótárhoz. A kir. m. term. társ. megbizásából. Uo. 1889. (Kézirat gyanánt).
- Adatok a Balkán-félsziget álskorpiófaunájának ismeretéhez. Ugyanott, 1889. (Term. Füz. XII. 2. 3. f.)
- Erdély faunájának százlábúi. Uo. 1889. (Uo.).
- A magyarországi myriopodák magánrajza. Ugyan ott, 1889.
- A nápolyi öböl rotatoriái. Uo. 1890. (Term. Ért. XIX. 7. sz.) REAL-EOD
- A m. n. múzeum idegenföldi myriopodái. Uo. 1890. (Term. Füz. XII. 4. f.)
- Branchipus paludosos Müll. O. Fr. a magyar faunában. Uo. 1890. (Uo. XIII. 1. f. Németűl is.)
- A budapesti könyvtárakban található természetrajzi folyóiratok jegyzéke. Uo. 1890. (M. Könyv-Szemle.)
- A magyarországi diaptomus-fajok átnézete. Uo. 1891. (Term. Füz. XIII. 4. f.)
- Die Räderthiere des Golfes von Neapel. Ugyanott, 1891. (Mathem.-Naturw. Berichte aus Ungarn VIII.)
- Az Asplancha-fajok áttekintése és hazai képviselőik. Uo. 1891. (Mathem. és Term. Értesítő IX. 8. 9. f.)
- Adatok Magyarország édesvízi mikroskopos faunájának ismeretéhez. Uo. 1891. (Term. Füz. XIV. 1. 2. f.)
- Schizocerca diversicornis Daday, vagy brachionis amphifurcatus Imhof. Synonymikai észrevétel. Uo. 1891. (Term. Füz. XIV. 1. 2. f. Németűl is Uo. és a lipcsei Zoolog. Anzeigerben.)
- A magyar állattani irodalom ismertetése 1881-től 1890-ig. Uo. 1891. REAL-EOD
- Az eddig pontosan ismert diaptomus-fajok meghatározó táblázata. Uo. 1891. (Term. Füz. XVI. 1. 2. f.)
- A Balaton microscopos állatairól. Uo. 1891. (M. Földrajzi Társ. Balaton-Bizottságának Jelentésé-ből.)
- Vezető az állattárban. Budapest, 1891 (névtelenül.)
- A kagylósrákok harántcsíkos izomrostjainak finomabb szerkezete. Budapest, 1893 REAL-EOD
- Rovartani műszótár. Budapest, 1894 REAL-EOD
- Mikroskopische Süsswasserthiere aus Ceylon. Budapest, 1898 Online
- A magyarországi kagylósrákok magánrajza : Ostrapoda Hungariae. Budapest, 1900 REAL-EOD